# Plutarco Elías Calles (Santiago)
Plutarco Elías Calles también conocido como Santiago es una localidad de México localizada en el municipio de Zimapán en el estado de Hidalgo.

## Historia
Mediante el decreto número 331 del 24 de abril de 1935, se cambió oficialmente el nombre de localidad de Santiago a Plutarco Elías Calles.

## Geografía
Se encuentra en la Sierra Gorda, le corresponden las coordenadas geográficas 20° 43’ 39.235” de latitud norte y 99° 22’ 33.528” de longitud oeste, con una altitud de 1722 m s. n. m. En cuanto a fisiografía se encuentra en la provincia del Eje Neovolcánico, dentro de la subprovincia de Llanuras y Sierras de Querétaro e Hidalgo; su terreno es de sierra. En lo que respecta a la hidrografía se encuentra posicionado en la región del Pánuco, dentro de la cuenca del río Moctezuma. Cuenta con un clima semiseco templado.

## Demografía
En 2020 registró una población de 912 personas, lo que corresponde al 2.28 % de la población municipal. De los cuales 407 son hombres y 505 son mujeres.
| Gráfica de evolución demográfica de Plutarco Elías Calles entre 1900 y 2020 |
|                                                                             |
| Población registrada por los censos y conteos del INEGI.                    |